# Họ Cun cút
Họ Cun cút (danh pháp khoa học: Turnicidae) là một họ nhỏ bao gồm một số loài chim trông tương tự, nhưng không có họ hàng gì với chim cút thật sự.
Các loài cun cút theo truyền thống được đặt trong bộ Sếu (Gruiformes) hay bộ Gà (Galliformes). Phân loại Sibley-Ahlquist nâng cấp chúng lên thành một bộ và gọi là bộ Cun cút (Turniciformes). Nhưng ở đây có vấn đề, hoặc là do tỷ lệ tiến hóa phân tử của chúng quá nhanh, vượt qua các giới hạn của độ nhạy trong kỹ thuật lai ghép DNA-DNA hoặc là do các tác giả đã không thực hiện các so sánh cặp đủ rộng lớn ở mức độ thích hợp hoặc cả hai lý do trên. Các nghiên cứu di truyền ở mức phân tử gần đây chỉ ra rằng các loài chim cun cút chính xác là thuộc về bộ Choi choi (Charadriiformes).
Đây là nhóm chim thuộc về Cựu thế giới, sinh sống trong các vùng đồng cỏ có khí hậu ấm áp. Chúng là các loài chim có kích thước rất nhỏ, mình tròn, đuôi ngắn, có xu hướng chạy nhiều hơn bay, thường chỉ nhìn thấy khi chúng bay ra khỏi bụi rậm. Chân không có ngón sau. Chim đực ấp trứng và nuôi con thay chim cái. Chim cái màu sáng hơn chim đực và là con khởi đầu trong quan hệ sinh dục. Chúng thường có tiếng kêu trầm vang.

## Các loài
Họ này có 17 loài, phân bố trong 2 chi như dưới đây.
- Chi Ortyxelos:
  - Cun cút choi choi: Ortyxelos meiffrenii
- Chi Turnix:
  - Cun cút nhỏ hay cun cút Andalusia: Turnix sylvaticus
  - Cun cút lưng đỏ: Turnix maculosus
  - Cun cút Hottentot: Turnix hottentottus
  - Cun cút phao câu đen: Turnix nanus
  - Cun cút chân vàng hay cun cút lưng hung: Turnix tanki
  - Cun cút đốm: Turnix ocellatus
  - Cun cút sọc hay cun cút lưng nâu: Turnix suscitator
  - Cun cút Madagascar: Turnix nigricollis
  - Cun cút ngực đen: Turnix melanogaster
  - Cun cút lưng nâu hạt dẻ: Turnix castanotus
  - Cun cút ngực vàng nâu: Turnix olivii
  - Cun cút Australia: Turnix varius
  - Cun cút Philippin: Turnix worcesteri
  - Cun cút Sumba: Turnix everetti
  - Cun cút ngực đỏ: Turnix pyrrhothorax
  - Cun cút bé: Turnix velox